# Operacja kocia karma
Operacja kocia karma – czwarty album muzyczny hip-hopowej grupy Killaz Group, stworzonej przez DonGuralesko (Piotr Górny) i Kaczora (Dominik Kaczmarek). Na płycie gościnnie wystąpili m.in. Ramona 23, Miodu (zespół Jamal), Smokin Mo', Shellerini, Maja i Onil. Płytę promowały teledyski do utworów „Manewry” oraz „Karma”. Nagrania dotarły do 18. miejsca listy OLiS.

## Lista utworów
Opracowano na podstawie materiału źródłowego.
1. „Intro” (produkcja: Mikser) – 4:09
2. „Ludzie koty” (produkcja: Mikser, Bassleming) – 3:33
3. „Dla ulic” (produkcja Matheo: gościnnie: Miodu) – 4:52
4. „Przerywam cisze” (produkcja: Mikser) – 3:32
5. „Odrobinę” (produkcja: Mikser) – 4:17
6. „Kartka z kalendarza” (produkcja: Mikser) – 3:53
7. „Nieśmiertelne rymy” (produkcja: Grant) – 3:24
8. „Karma” (produkcja Mikser: gościnnie: Miodu) – 3:58
9. „Rap w tym mieście” (produkcja: Mikser, gościnnie: Shellerini) – 3:37
10. „Nienawidź grę, a nie gracza” (produkcja: Mikser) – 4:17
11. „Manewry” (produkcja: Matheo, gościnnie: Ramona 23) – 3:57
12. „Ludzie koty” (remix, produkcja: Mikser) – 3:35
13. „Mexyk” (produkcja: Larwa) – 4:12
14. „W tych klubach” (produkcja:  Mikser) – 5:12
15. „Tokadogiepedegie” (produkcja: Larwa) – 4:55
16. „Jomajo” (produkcja: Beatmakerbeat, gościnnie: Smokin Mo) – 3:37 (utwór dodatkowy)
17. „Z.G.R.(Zorganizowana Grupa Rapowa)” (produkcja:  Mahyn, gościnnie Maja, Onil) – 4:27 (utwór dodatkowy)